# Radovan Kuchař
Radovan Kuchař (ur. 22 października 1928 w Turnovie, zm. 30 kwietnia 2012 w Pradze) – czeski taternik i alpinista.
Kuchař rozpoczął wspinanie w 1944 roku na czeskich skałach piaskowcowych. W 1947 roku przybył w Tatry i wspinał się tam w warunkach letnich i zimowych. W latach 1957–1964 wspinał się w Alpach, gdzie dokonał szeregu bardzo trudnych przejść, np. północną ścianą Eigeru. W 1959 roku był na Kaukazie, w 1965 roku wspinał się w Hindukuszu. Kuchař jest autorem wspomnieniowej książki na temat Tatr, Alp i Kaukazu Deset velkých stěn (Praga, 1963 r.) i współautorem książki Z Tatier na Eiger (Bratysława, 1964 r.).

## Ważniejsze tatrzańskie osiągnięcia wspinaczkowe
- pierwsze zimowe wejście na Czubatą Turnię, wraz z Jiřím Šimonem,
- pierwsze zimowe wejście na Sępią Turnię, wraz z Šimonem,
- zimowe przejście grani Tatr Wysokich.